# 中国内陆溪蟹
中国内陆溪蟹（学名：Neilupotamon sinense）为溪蟹科内陆溪蟹属的动物。在中国大陆，分布于湖南、广西等地，多栖息于溪流或灌渠岸边洞穴中。